# Dammi un bacio ja'
Dammi un bacio ja' è un singolo del cantante italiano Leo Gassmann, pubblicato il 17 novembre 2023.

## Descrizione
Il brano fa parte della colonna sonora della seconda stagione della serie televisiva Un professore. A proposito del brano come colonna sonora della serie, il cantante ha affermato:

## Video musicale
Il video, diretto da Giampiero Gratta, è stato reso disponibile il 20 novembre 2023 sul canale YouTube del cantante. Il video è stato girato a Roma e vede protagonista lo stesso Gassman assieme agli attori Domenico Cuomo, Damiano Gavino e Nicolas Maupas protagonisti della serie. In un'intervista a The Hollywood Reporter Roma Gassman ha dichiarato:

## Tracce
Testi di Marco Rissa e Leo Gassmann, musiche di Matteo Costanzo e Giuseppe Taccini.
1. Dammi un bacio ja' – 2:45